# Licmophora

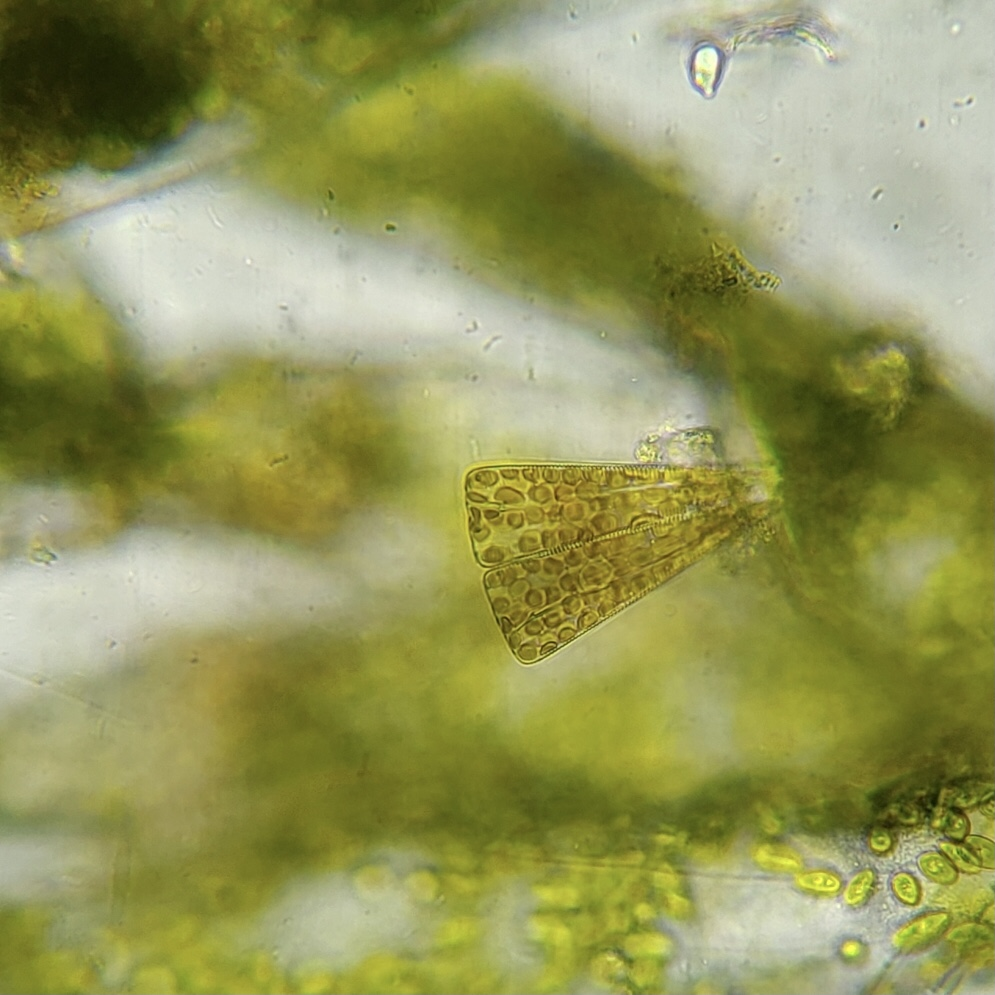
Licmophora sp. zwischen Algen, geprobt in Charleston (South Carolina), Harbor Walk East.

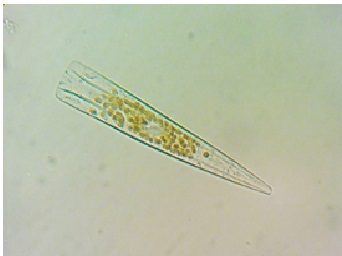
Licmophora sp.

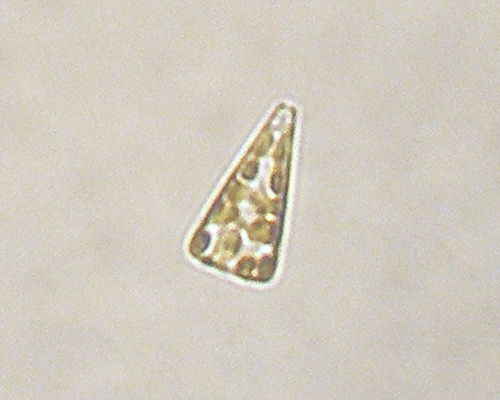
Licmophora sp., Fund: Küstengewässer des nordwestlichen Schwarzen Meeres, in einer Tiefe von 0,5 m.

Nicht zu verwechseln mit der Wimpertierchen-Gattung Licnophora
Licmophora ist eine Gattung von Kieselalgen aus der Gruppe Fragilariophycidae, die 1827 von C. A. Agardh mit ihrer Typusart Licmophora argentescens erstbeschrieben wurde.
Die Gattung ist namensgebende Typusgattung für die Familie Licmophoraceae Kützing, 1844 und die Ordnung Licmophorales Round, 1990.

## Beschreibung

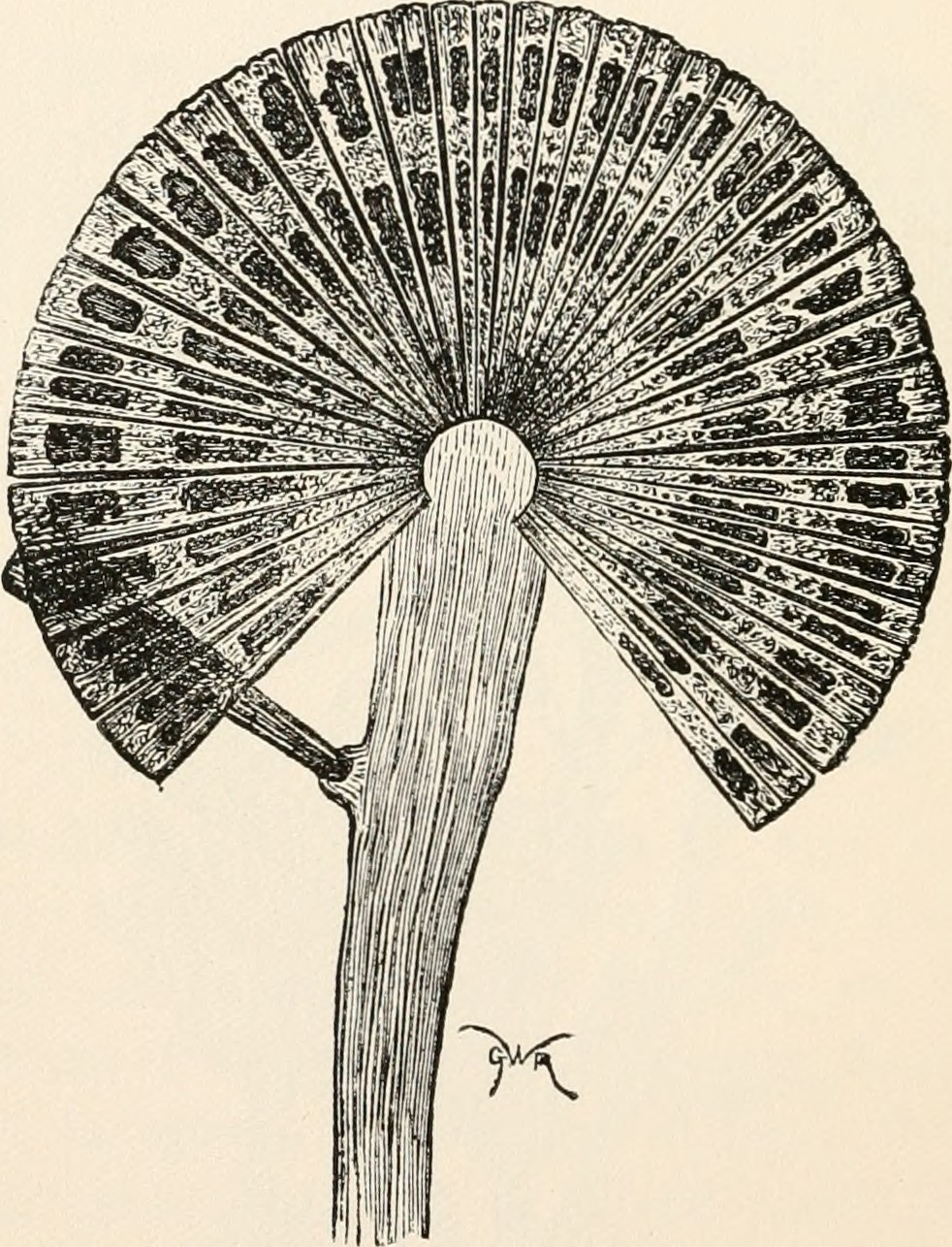
Fächerförmige Kolonie von Licmophora sp. (Illustration von 1910)

Die Kieselalgen der Gattung Licmophora sind durch „heteropolare“, d. h. keilförmige Frusteln mit schmaler Basis und breiterem Apex gekennzeichnet; in der Gürtelansicht sind die Kegelstümpfe daher ausgeprägt keil- oder fächerförmig.
Sie sind an einen schleimigen, biegsamen Faden oder Stiel befestigt.
Die Streifen (Striae) sind in der Regel parallel angeordnet, außer um die Scheitelpunkte.
Die Zellen wachsen einzeln, oft aber in Kolonien fächerförmig angeordnet.
Sie haften an verschiedenen Substraten, beispielsweise epiphytisch auf Algen, aber auch an Felsen und als „Biofoul“ bewachsen sie Strukturen wie Docks und Schiffsrümpfe.
Die Frusteln der Typusart L. argentescens seitlich mit einem einzelnen Faden einander gegenüberliegend verbunden, sodass sie eine halbkreisförmige Fächerform bilden. Die Spezies ist laut Erstbeschreibung eine der schönsten der ganzen Familie.
Die Frusteln sind heterovalv, d. h. die beiden Schalen (Valven) der Frusteln sind nicht identisch. Eine Reihe von Schlitzen („Multiscissura“) befindet sich um die Basis beider Schalen.
Die Plastiden sind in der Regel klein und zahlreich.
Die beiden Cingula (Gürtel), Epi- und Hypocingulum, bestehen im reifen Zustand aus jeweils fünf verschiedenen Gürtelbändern (englisch girdle bands).
Zu den ultrastrukturellen Merkmalen der Frusteln gehören:
- die Anzahl, Größe und Lage der vorne befindlichen (apikalen) lippenförmigen Strukturen (Rimoportulae[10]),
- die Merkmale der Areolen,[11]
- die Anzahl der Multiscissura-Schlitze und
- die Details der Gürtelbänder (Honeywill 1998, Lobban et al. 2018).

Die Längenausdehnung der Zellen (Frusteln) beträgt 20–60 μm.
Die Gattung umfasst derzeit über 100 Spezies, darunter solche mit apikalen „Fenstern“ in den Trennwänden („Septen“), die früher in der Gattung Licmosphenia Mereschkowsky 1902 geführt wurden (Lobban et al. 2015).

## Habitat und Verbreitung
Arten der Gattung Licmophora sind in marinen Lebensräumen von den Polen bis zu den Tropen zu finden.
Vertreter der Gattung sind in geringer Anzahl in flachen oder trüben Umgebungen zu finden – im Meer, aber möglicherweise auch im Süßwasser.
Der Grund dafür, dass nicht nur diese Gattung, sondern die ganze Ordnung Licmophorales nach anderen Quellen als ausschließlich marin angesehen wid, könnte sein, dass nicht-marine Arten dort in andere Kieselalgen-Gruppen reklassifiziert wurden (ein Beispiel ist L. argentescens).
Die Typusart L. argentescens kommt in Venedig auf Pflanzen (Makroalgen) und „Zoophyten“ vor.
Die Arten L. abbreviata und L. flabellata wurden (unter anderem) an der mexikanischen Pazifikküste gefunden. Vertreter der Gattung fanden sich auch im Hafen von Charleston (South Carolina) und in einer Tiefe von 0,5 m in Küstengewässern im nordwestlichen Schwarzen Meer.

## Artenliste
Die folgende Liste mit Stand 12. Februar 2025 umfasst u. a. die in den wichtigsten Datenbanken als „sicher“ geführten Arten, erhebt aber keinen Anspruch auf Vollständigkeit:
Licmophora C. A. Agardh, 1827(N,W) [Exilaria R.K. Greville, 1827(W)]
- Licmophora abbreviata C. Agardh, 1831(N,W,A)[13] – marin(W)
- Licmophora africana Leuduger-Fortmorel 1898(A)
- Licmophora albertgrunowii (Mereschkowsky) Lobban & Ashworth, 2015(W,A) – marin(W)
- Licmophora albertmannii (Lobban, 2013) Lobban & Ashworth, 2015(W,A) – marin(W)
- Licmophora antarctica G. W. F. Carlson(A)
- Licmophora araphidiea Mereschkowsky 1901(A)
- Licmophora arcuata Car & Herwig, 2015(W,A) – marin(W)
- Licmophora argentescens C. Agardh, 1827(W,A) – marin(W) (Typusart)(A)
- Licmophora attenuata Lobban, Tharngan & Ashworth, 2018(W,A) – marin(W)
- Licmophora aurivillii Cleve 1901(A)
- Licmophora ballerina Lobban & S. Blanco 2022(A)
- Licmophora bassani M.Peragallo 1921(A)
- Licmophora belgicae M.Peragallo 1921(A)
- Licmophora bharadwajae Misra 1956(A)
- Licmophora biplacata Mereschkowsky 1901(A)
- Licmophora bulbosa Lobban, Tharngan & Ashworth, 2018(W,A) – marin(W)
- Licmophora californica Grunow 1885(A)
- Licmophora capitata Mereschkowskyi 1901(A)
- Licmophora charcotii M. Peragallo 1921(A)
- Licmophora clevei (Mereschkowsky, 1902) Car & Herwig, 2015(W,A) – marin(W)
- Licmophora colosalis Belando, Aboal & Jimenez 2016(N,A) [Licmophora sp. JFJ-2016a(N)]
- Licmophora communis (Heiberg) Grunow, 1881(N,W,A) – marin(W)
- Licmophora comnavmaria Lobban & M. Schefter 2013(A)
- Licmophora complanata Lobban 2021(A)
- Licmophora constricta Grunow 1881(A)
- Licmophora craticula (Montagne) De Toni 1892(A)
- Licmophora cuneata (Lyngbye) Guiry(A)
- Licmophora curvata Lobban, Tharngan & Ashworth, 2018(W,A) – marin(W)
- Licmophora dalmatica (Kützing) Grunow 1867(A)
- Licmophora debilis (Kützing) Grunow 1881(A)
- Licmophora decora Heiden 1928(A)
- Licmophora ehrenbergii (Kützing) Grunow 1867(A)
- Licmophora aff. Ehrenbergii MPA-2015(N)

- Licmophora flabellata C. Agardh(N) bzw. (Greville) C. Agardh, 1831(W)[14] – marin(W)

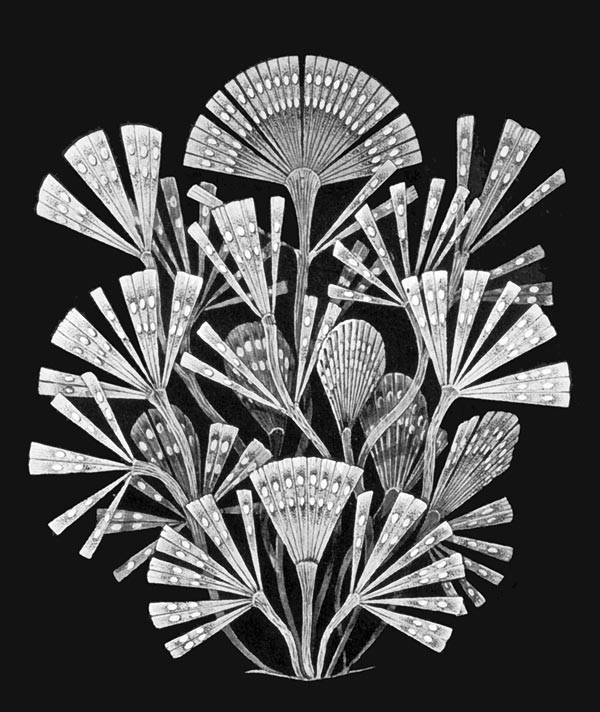
Licmophora flabellata, Kolonien (Illustration von Ernst Haeckel, 1904).

- Licmophora flucticulata Lobban, Schefter & Ruck 2011(N,A)
- Licmophora fugax Lobban 2022(A)
- Licmophora garyi Ulanova, 2015(W,A) – marin(W)
- Licmophora gracilis (Ehrenberg) Grunow, 1867(N,W,A)
- Licmophora grandis (Kützing) Grunow(N,W,A)
- Licmophora graphis Lobban 2021(A)
- Licmophora hastata Mereschkowsky 1901(A)
- Licmophora heronensis Lobban & Emm. S. Santos 2022(A)
- Licmophora honeywilliae Lobban & Emm. S. Santos 2022(A)
- Licmophora hustedtii (Amossé, 1970) Lobban & Ashworth, 2015(W) – marin(W)
- Licmophora hyalina (Kützing) Grunow 1867(A)
- Licmophora inflata Mereschkowsky 1901(A)
- Licmophora insolita Lobban & Emm. S. Santos 2022(A)
- Licmophora johnwestii Lobban & Emm. S. Santos 2022(A)
- Licmophora joymaciae Macatugal & Lobban, 2019(W,A) – marin(W)
- Licmophora juergensii C. Agardh, 1831(N,A)
- Licmophora kamtschatica Grunow 1881(A)
- Licmophora kuetzingii Lobban 2022(A)
- Licmophora labianatis Lobban, Tharngan & Ashworth, 2018(W,A) – marin(W)
- Licmophora lata Mereschkowsky 1901(A)
- Licmophora latestriata M. Peragallo 1924(A)
- Licmophora leuduger-fortmorelii (Lobban, 2013) Lobban & Ashworth, 2015(W,A) – marin(W)
- Licmophora longissima (Leuduger-Fortmorel) De Toni 1892(A)
- Licmophora luxuriosa Heiden 1928(A)
- Licmophora lyngbyei (Kützing) Grunow 1867(A)
- Licmophora mediterranea Mereschkowsky 1901(A)
- Licmophora membranacea Mereschkowsky 1902(A)
- Licmophora meneghiniana Kützing 1844(A)
- Licmophora mereschkowskyi (Sournia, 1968) Lobban & Ashworth, 2015(W,?A) – marin(W)
- Licmophora minuta Kützing, 1833 (1834)(?W) - nicht marin
- Licmophora nana (Ehrenberg) De Toni 1892(A)
- Licmophora normaniana (Greville) Wahrer in Wahrer, Fryxell & Cox, 1985(N,A) [Campylostylus normanianus (Greville) J. Gerloff(N)]
- Licmophora oceanica (Kützing) Rodríguez y Femenías 1889(A)
- Licmophora oedipus (Kützing) Grunow 1881(A)
- Licmophora onassisii Hustedt 1952(A)
- Licmophora opephoroides Giffen 1970(A)
- Licmophora ovulum Mereschkowsky 1902(A)
- Licmophora paradoxa (Lyngbye) C. Agardh, 1828(N,A)
- Licmophora parasitica Mereschkowsky 1902(A)
- Licmophora partita Giffen 1973(A)
- Licmophora peragalli (Mereschkowsky, 1902) Lobban & Ashworth, 2015(W) [Licmophora peragalloi (Mereschkowsky) Lobban & Ashworth(A)] – marin(W)
- Licmophora peragallioides (Lobban, 2013) Lobban & Ashworth, 2015(W,A) – marin(W)
- Licmophora pfannkuckae Giffen 1970(A)
- Licmophora pinnulata Ricard 1975(A)
- Licmophora pisciformis Lobban, 2015(W,A) – marin(W)
- Licmophora plana Heiden 1928(A)
- Licmophora pontica Mereschkowsky 1902(A)
- Licmophora proboscidea Mereschkowsky 1902(A)
- Licmophora procera F. Meister 1937(A)
- Licmophora profundeseptata Mereschkowsky 1902(A)
- Licmophora reichardtii Grunow, 1881(N,A)
- Licmophora remulus Grunow, 1867(N) bzw. (Grunow) Grunow 1867(A)
- Licmophora repanda Macatugal, Tharngan & Lobban, 2019(W,A) – marin(W)
- Licmophora rhombica Møller 1950(A)
- Licmophora robusta H. Peragallo & M. Peragallo 1901(A)
- Licmophora romuli Lobban 2021(A)
- Licmophora rostrata Mereschkowsky 1902(A)
- Licmophora schmidtii (Mereschkowsky, 1901) Lobban & Ashworth, 2015(W,A) – marin(W)
- Licmophora spicula Mereschkowsky 1902(A)
- Licmophora strangulata F. Meister 1937(A)
- Licmophora subundulata Mereschkowsky 1902(A)
- Licmophora taylori (Hustedt, 1931) Lobban & Ashworth, 2015(W,A) – marin(W)
- Licmophora tenella (Kützing) Rodríguez y Femenías 1889(A)
- Licmophora tenuis (Kützing) Grunow 1867(A)
- Licmophora tincta (C. Agardh) Grunow 1868(A)
- Licmophora undulata Macatugal, Tharngan & Lobban, 2019(W) – marin(W)
- Licmophora unidenticulata H. Takano 1983(A)
- Licmophora vanheurckii (Mereschkowsky, 1902) Lobban & Ashworth, 2015(W) – marin(W)
- Licmophora wienckensis M. Peragallo 1924(A)
- Licmophora sp. 1 CSL-2013(N) (Lobban, 2012)(N)
- Licmophora sp. A GU7X-6(N) (Lobban, Ashworth, 2020/2021)(N)
- Licmophora sp. B KSA2015-14(N) (Lobban, Ashworth, 2020/2021)(N)
- Licmophora sp. MPA-2015(N) (Lobban, 2014)(N)

Verschiebungen:
- Die von C. Agardh zusammen mit der Typusart L. argentescens 1827 erstbeschriene Süßwasser-Art L. minuta (gefunden in der Isar bei München) wurde von ihm selbst 1831 als Gomphonema minutum (C.Agardh) C.Agardh, 1831 der Gattung Gomphonema (Kieselalgen: Cymbellales) zugewiesen.(A,W)

(N) – Taxonomie des National Center for Biotechnology Information (NCBI)
(W) – World Register of Marine Species (WoRMS)
(A) – AlgaeBase
? – unsicher
Anm.: Nachweislich marine Arten sind als solche gekennzeichnet.

## Etymologie
Der Gattungsname setzt sich aus den Wortteilen ‚licm-‘ (Korb, französisch corbeille), und ‚-phora‘ (von altgriechisch φόρος phóros, deutsch ‚tragend‘ vgl. griechisch φορέας phoréas, deutsch ‚Träger‘, zusammen und bezieht sich auf die Form dieser Kieselalgen.

## Symbiose
Licmophora hyalina und Licmophora communis sind Endosymbionten von Convoluta convoluta, einer Spezies von wurmartigen Acoela aus der Familie Convolutidae.
Diese Wirte sind aber auf die zusätzliche Aufnahme von Nahrung angewiesen – anders als ihre Verwandten von Symsagittifera roscoffensis mit ihren Algensymbionten Tetraselmis convolutae, denen diese Symbiose völlig zur Ernährung ausreicht.

## Bildergalerie

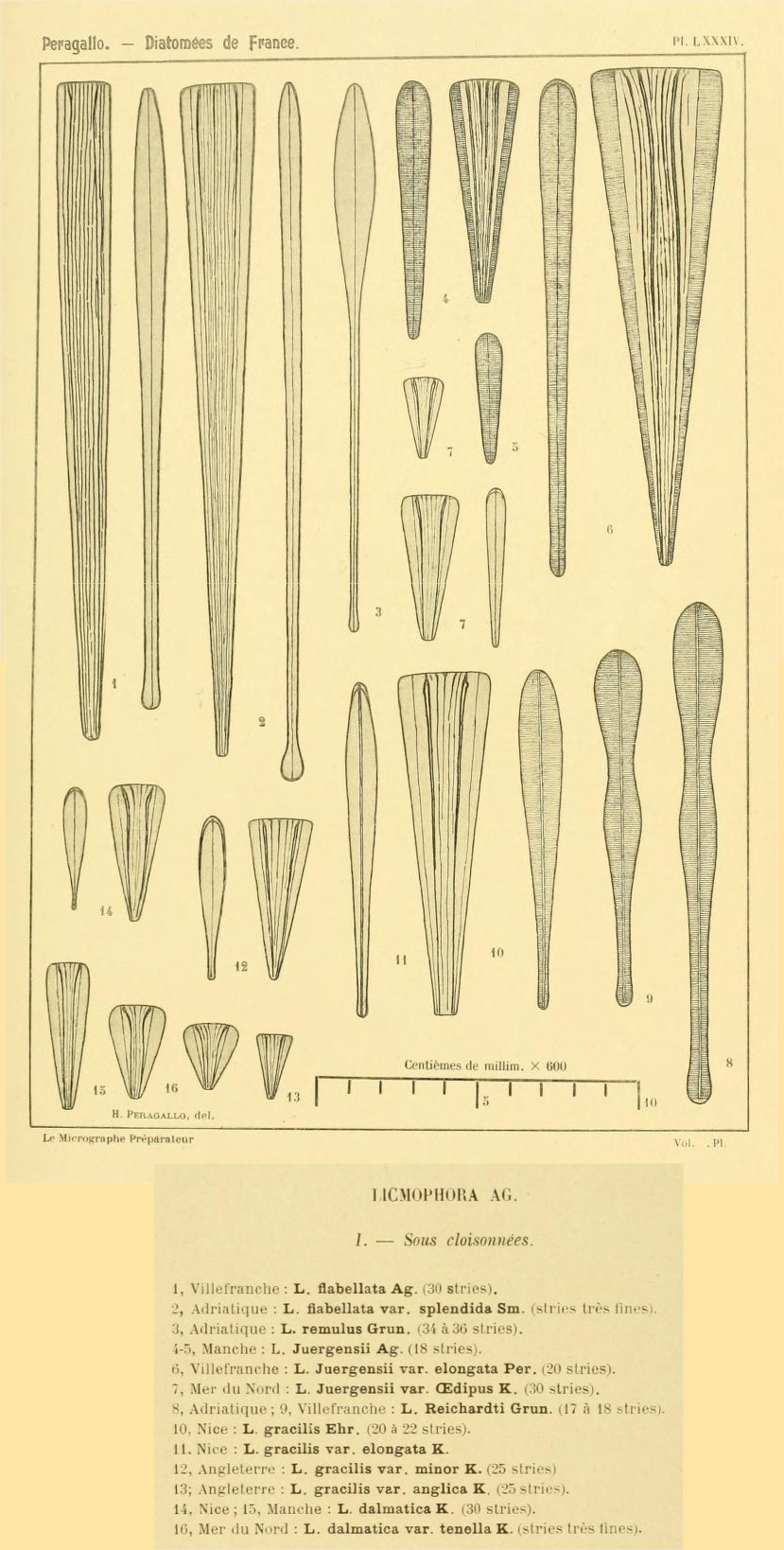
Licmophora, Arten und Varietäten ohne Unterteilung
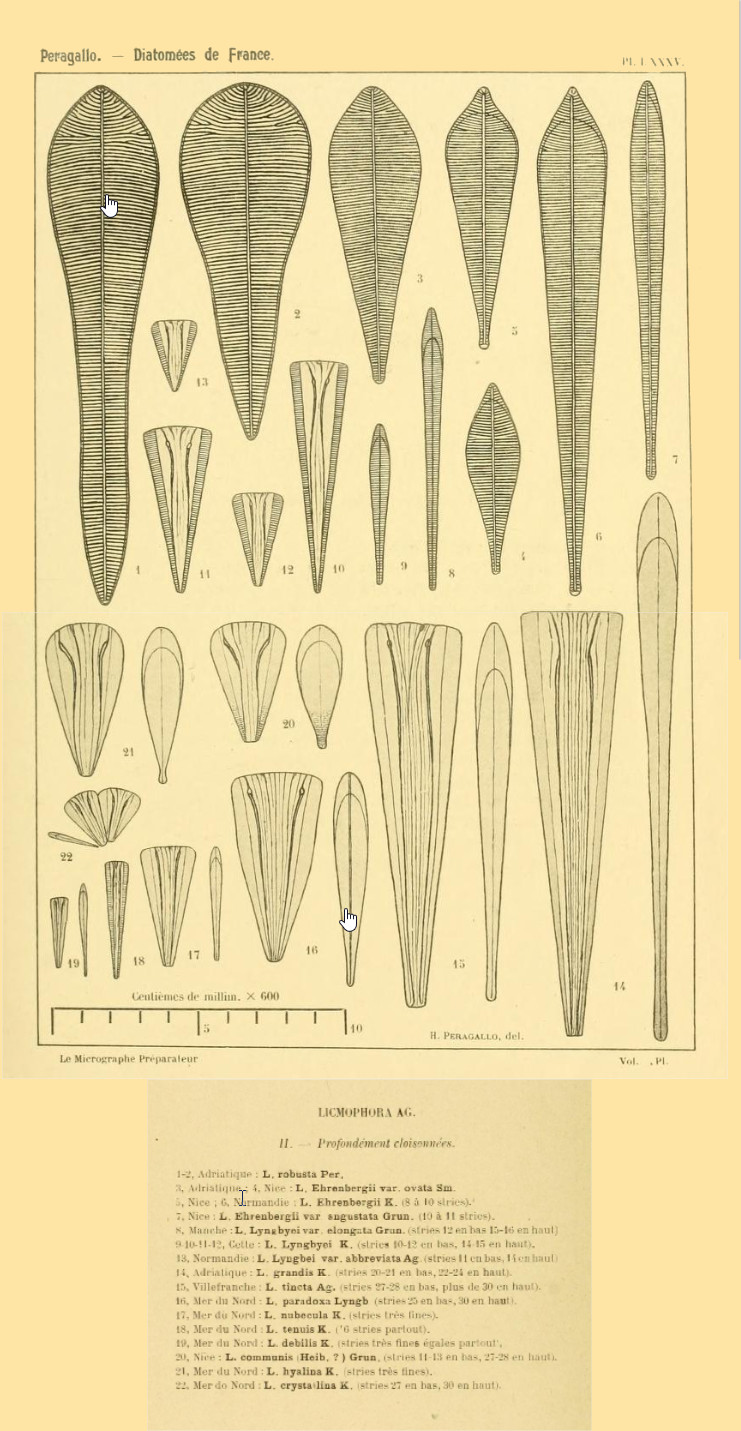
Licmophora, Arten und Varietäten mit detlicher Unterteilung
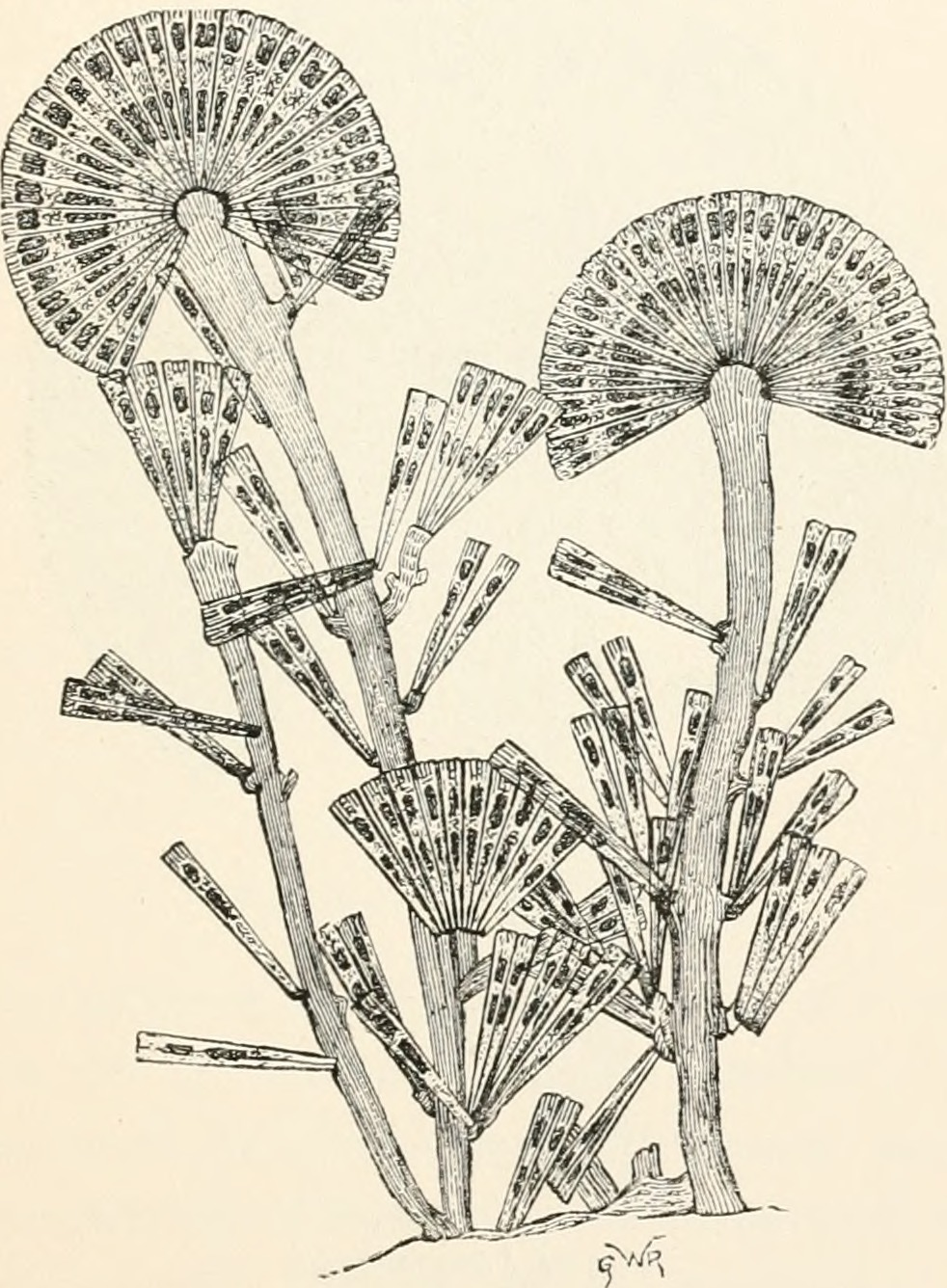
Licomophora flabellata, Kolonien
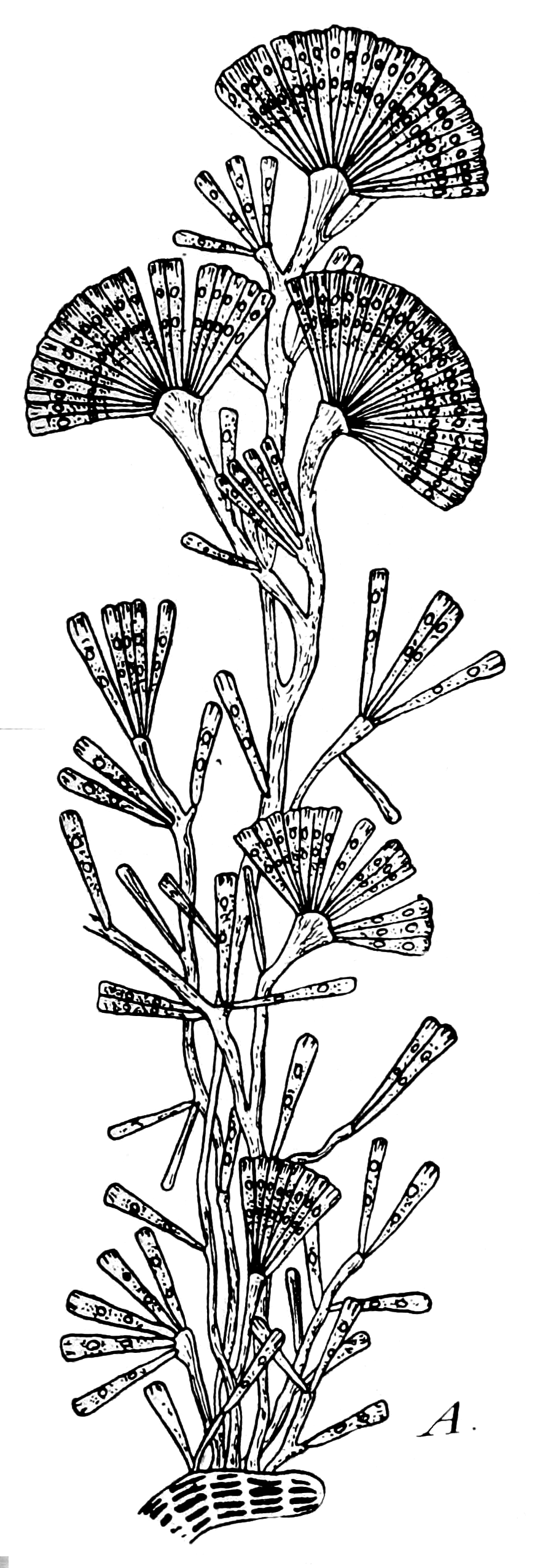
Licomophora flabellata, Kolonien
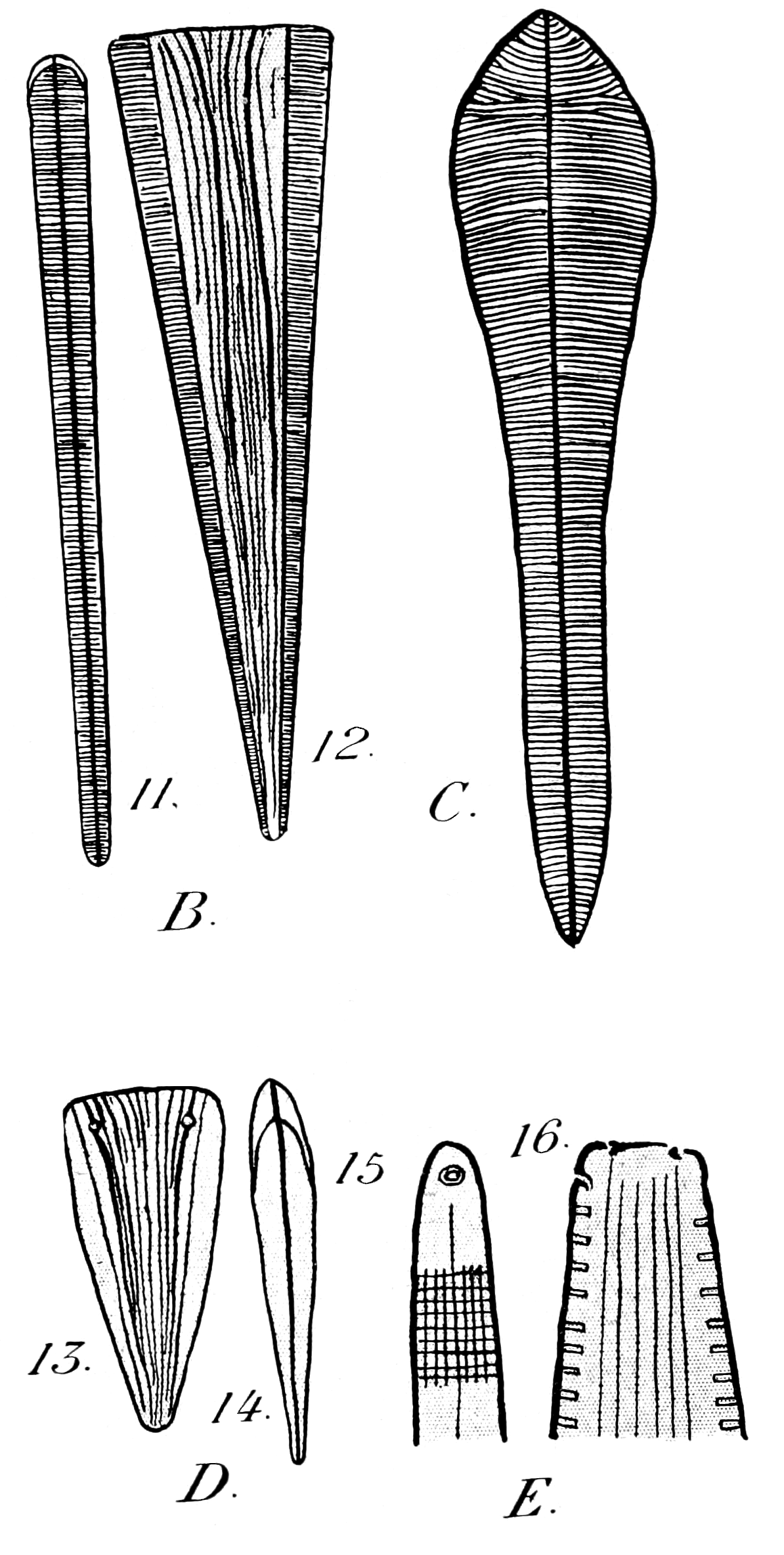
B L. juergensii var. elongata C Licmophora robusta Licmophora paradoxa E L. sp., Längsschnitt durch eine Pore.
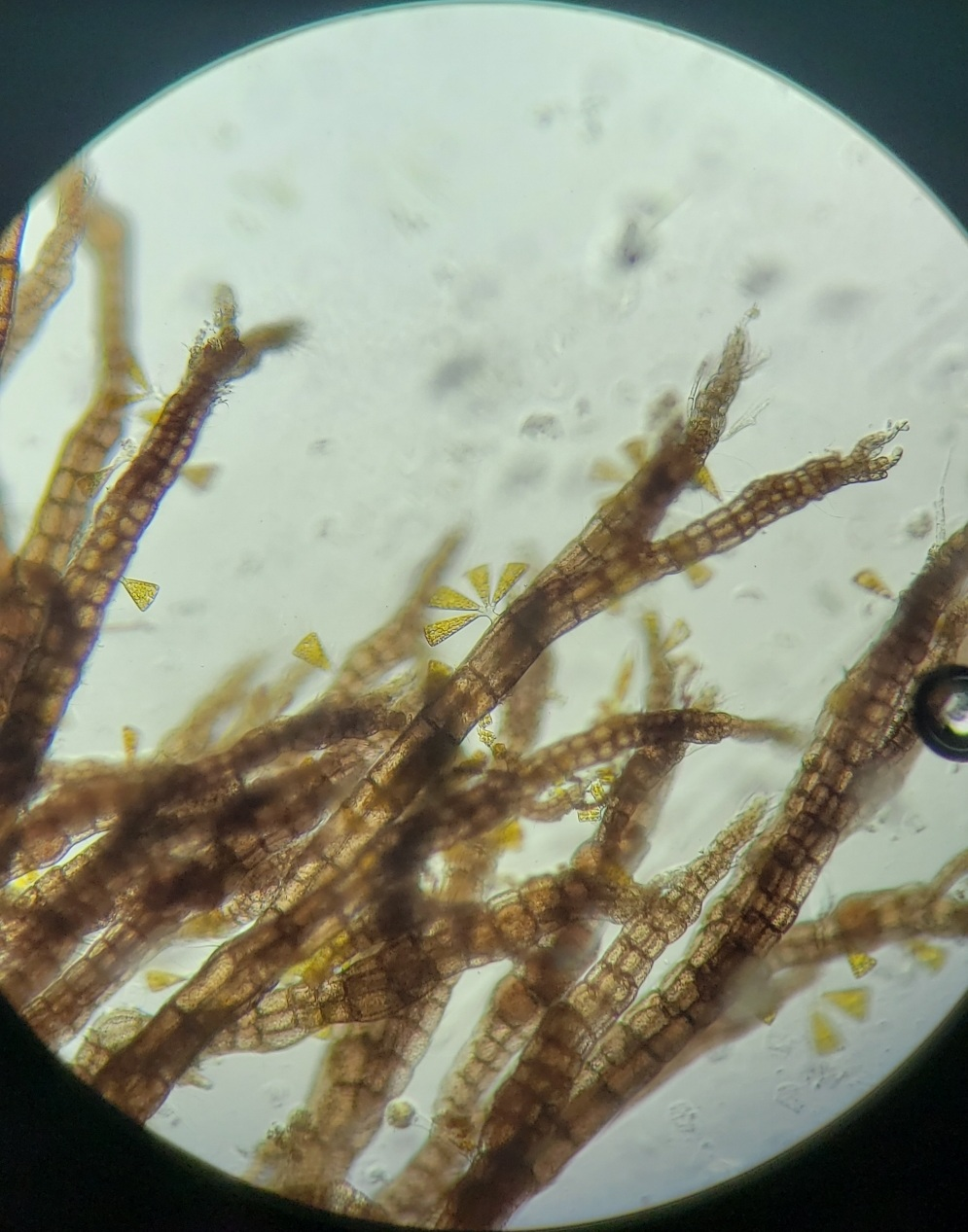
Licmophora sp., Harbor Walk East, Vorschaubild für Charleston (South Carolina) Charleston (South Carolina)
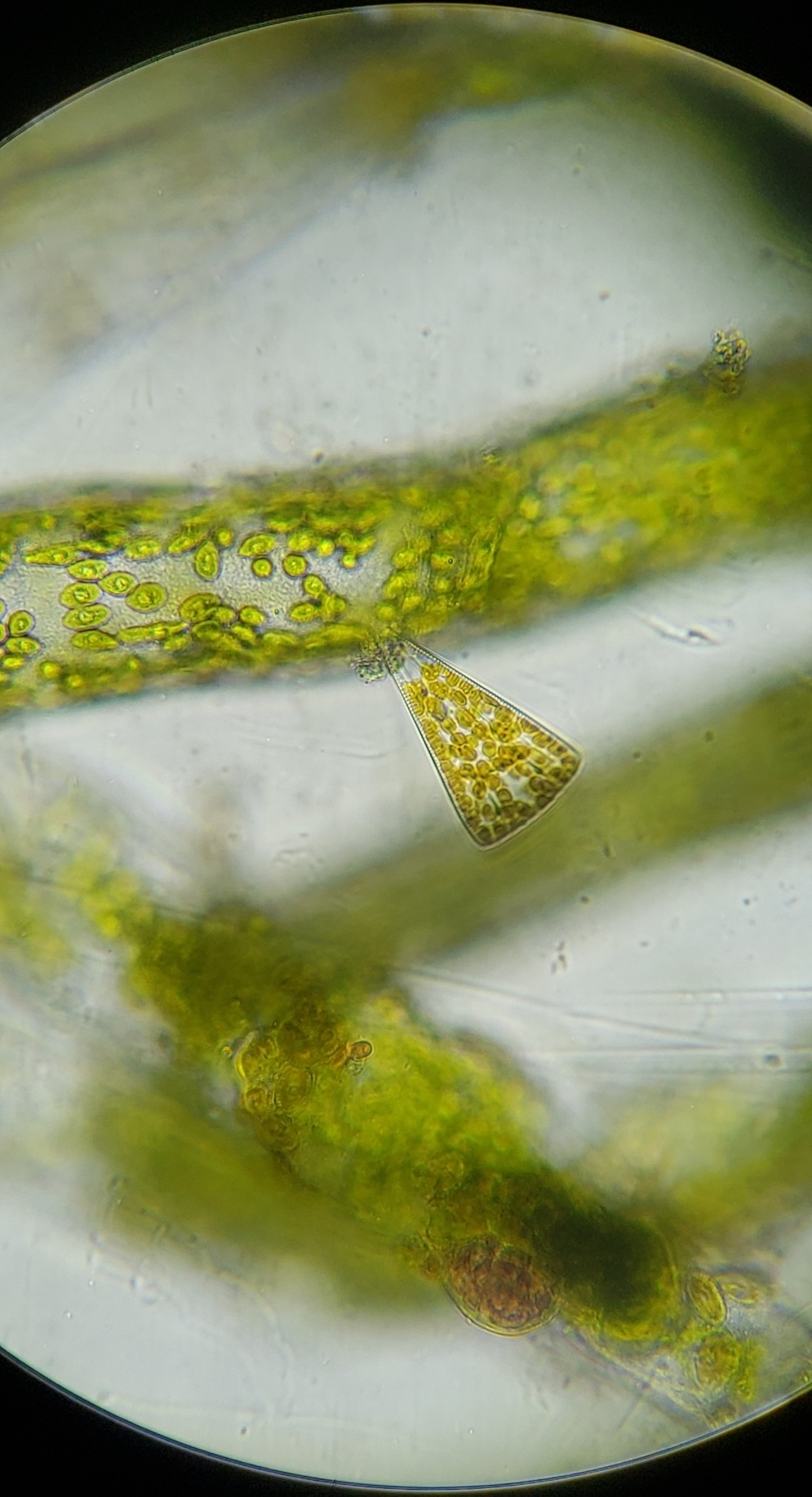
Licmophora sp., Harbor Walk East, Vorschaubild für Charleston (South Carolina) Charleston (South Carolina)

## Weiterführende Literatur
- Victor A. Chepurnov, David G. Mann: Auxosporulation of Licmophora communis (Bacillariophyta) and a review of mating systems and sexual reproduction in araphid pennate diatoms. In: Phycological Research, Band 52, Nr. 1, März 2004, S. 1–12; doi:10.1111/j.1440-1835.2003.00319.x, Epub 22. Februar 2006.
- Γεώργιος Ν. Χώτος (Geórgios/George N. Hotos): The Microscopic Water Lide In The Hyprsaline Environment Of The Messolonghi Saltern (Η μικροσκοπικη μδροβια ζωη στις υπεραλμυρες λεκανες των αλυκων τοι Μεσολογγίου). Working Paper, Juli 2016, 35 Seiten, dazu Anhang/Supplement; doi:10.13140/RG.2.2.18939.11040/1, ResearchGate:306259189 (griechisch). Siehe insbes. S. 7, Fig. 3.
- Hidekazu Suzuki (鈴木秀和), Tamotsu Nagumo (南雲　保): 珪藻類の分類体系 (総説) ～ 現生珪藻の属ランクのチェックリスト (Classiﬁcation of diatoms – Checklist of generic rank of extant diatoms). In: Bulletin of the Plankton Society of Japan, Band 60, Nr. 2, 2013, S. 60–79; Academia:116880091 (japanisch).
- Eduard Strasburger: Lehrbuch der Botanik, Erstes Abteilung. Thallophyten, Byrophyten, Pteridophyten. Stiftung Pestalozzianum, Jena 1917; doi:10.3931/e-rara-97164.
- H. Lohmann-Kiel: Untersuchungen zur Feststellung des vollständigen Gehaltes des Meeres an Plankton. In: Kommission zur wissenschaftlichen Untersuchung der deutschen Meere in Kiel (Hrsg.): Wissenschaftliche Meeresuntersuchungen, 9. Folge, Band 10, Abteilung Kiel. Verlag Lipsius & Tischer, Kiel, Leipzig, 1908; PDF (mikrotax.org).